# Гарофало, Франко
Франко Гарофало (итал. Franco Garofalo) — итальянский актёр, более известный под своим псевдонимом — Фрэнк Гарфилд. Снимался в фильмах о каннибалах, спагетти-вестернах и научно-фантастических фильмах.

## Биография
Франко родился в 1946 году в Неаполе, Италия. Он был сыном богатого юриста, который умер, когда будущему актёру было всего 11 лет.
В 1974 году познакомился с режиссёром Джо д’Амато. В 1980 году исполнил роль эксцентричного спецназовца Занторро (одна из главных ролей) в фильме «Ад живых мертвецов». В 1983 году он получил короткую роль в фильме «Геркулес».
Умер 22 августа 2019 в Риме от рака лёгких.

## Фильмография
| Год  |    | Русское название              | Оригинальное название          | Роль              |
| ---- | -- | ----------------------------- | ------------------------------ | ----------------- |
| 1974 | ф  | Герои в аду                   | Eroi all’inferno               | Банни Сегар       |
| 1978 | ф  | Чайки летают низко            | I gabbiani volano basso        | наёмный убийца    |
| 1980 | ф  | Ад живых мертвецов            | Hell of the Living Dead        | Занторо           |
| 1981 | ф  | Другой ад                     | L'altro inferno                | Борис             |
| 1982 | ф  | Убийство на кладбище этрусков | Assassinio al cimitero etrusco | Джианни Андруччи  |
| 1983 | ф  | Геркулес                      | Hercules                       | вор               |
| 1988 | ф  | Видение шабаша                | La Visione del Sabba           | врач из XVII века |
| 1998 | тф |                               | Dags                           | папа Шерил        |